# Haris Alagic
Haris Alagic (Eindhoven, 25 mei 1995) is een Nederlands singer-songwriter van Bosnische afkomst. Hij won het vijfde seizoen van X Factor met 64% van teamgenoot Adriaan Persons. Tijdens zijn deelname aan X Factor werd hij gecoacht door jurylid Angela Groothuizen. Na zijn winst kwam zijn eerste single uit: Playing with Fire. Deze single werd echter geen groot succes, in zowel de Top 100 als Top 40 stond het twee weken genoteerd.
In 2015 heeft hij de zang verzorgd op de plaat "Back To Paradise" van Ferry Corsten en op twee platen van Hardwell, "Nothing Can Hold Us Down" en "Survivors". Onder de naam Lagique had hij samen met Ofenbach in 2021 een hit met het nummer Wasted Love.

## Singles
| Single met eventuele hitnotering(en) in de Nederlandse Top 40 | Datum van verschijnen | Datum van binnenkomst | Hoogste positie | Aantal weken | Opmerkingen                                              |
| ------------------------------------------------------------- | --------------------- | --------------------- | --------------- | ------------ | -------------------------------------------------------- |
| Playing with Fire                                             | 05-07-2013            | 13-07-2013            | 27              | 2            | Nr. 9 in de Single Top 100                               |
| Perfect                                                       | 11-10-2019            | 07-12-2019            | 10              | 23           | met Lucas & Steve / Nr. 28 in de Single Top 100          |
| Wasted Love                                                   | 08-01-2021            | 17-04-2021            | 8               | 20           | als Lagique / met Ofenbach / Nr. 23 in de Single Top 100 |
| If It Ain't Love                                              | 16-09-2022            | 17-09-2022            | tip2            | -            | als Lagique / met Lucas & Steve & 4 Strings              |